# 斯威夫茨米爾斯 (紐約州)
斯威夫茨米爾斯（英語：Swifts Mills）是位於美國紐約州伊利縣的非建制地區。

## 地理
斯威夫茨米爾斯所處的海拔為高於海平面187米（即614英呎），而該地所採用的時區為UTC-5，即北美东部时区（EST）。同時該地設有夏令時間，為UTC-5調快一小時，即UTC-4（EDT）。